# Virreyes de Portugal

El escudo de Portugal delante de los de Castilla y Aragón

Esta es la lista de los virreyes de Portugal durante la Unión Ibérica (1580-1640). Según lo establecido por las Cortes portuguesas reunidas en Tomar en 1581, la regencia del Reino de Portugal debía ser siempre confiada por el rey a un portugués o, alternativamente, a un miembro de la familia real española. Este principio se respetó en general; además, en varios períodos la regencia se confió más que a un solo individuo a un consejo (junta) formado por eclesiásticos y aristócratas pertenecientes a la nobleza lusitana.
- 1580-1582: Fernando Álvarez de Toledo, tercer Duque de Alba
- 1583-1593: Alberto VII, Archiduque de Austria
- 1593-1598: Primera Junta de Gobierno:

- Miguel de Castro, arzobispo de Lisboa
- João da Silva, conde de Portalegre
- Francisco de Mascarenhas, conde de Vila da Horta y conde de Santa Cruz
- Duarte de Castelo Branco, conde de Sabugal
- Miguel de Moura, escribano

- 1598-1600: Francisco Gómez de Sandoval y Rojas, marqués de Denia y duque de Lerma
- 1600-1603: Cristóvão de Moura, primer marqués de Castel Rodrigo (primera vez)
- 1603-1603: Afonso de Castelo Branco, obispo de Coímbra y conde de Arganil
- 1603-1603: Cristóvão de Moura, primer marqués de Castel Rodrigo (segunda vez)
- 1603-1605: Afonso de Castelo Branco, obispo de Coímbra y conde de Arganil (segunda vez)
- 1605-1608: Pedro de Castilho, obispo de Leiría
- 1608-1612: Cristóvão de Moura, primer marqués de Castel Rodrigo (tercera vez)
- 1612-1612: Pedro de Castilho, obispo de Leiría (segunda vez)
- 1612-1615: Aleixo de Meneses, obispo de Braga
- 1615-1619: Miguel de Castro, arzobispo de Lisboa
- 1619-1621: Diogo da Silva e Mendonça, conde de Salinas y marqués de Alenquer
- 1621-1632: Segunda Junta de Gobierno:

- Composición de la junta entre el 1621 y el 1623: Martim Afonso Mexia, obispo de Coímbra (presidente); Diogo de Castro, conde de Basto; Nuno Álvares de Portugal
- Composición de la junta entre el 1623 y el 1631: Diogo de Castro, conde de Basto (presidente); Afonso Furtado de Mendonça, obispo de Coímbra y conde de Arganil; Diogo da Silva, conde de Pontalegre
- Composición de la junta entre el 1631 y el 1632: António de Ataíde, conde de Castanheira y de Castro Daire (presidente); Nuno de Mendonça, conde de Vale de Reis

- 1632-1633: Nuno de Mendonça, conde de Vale de Reis
- 1633-1633: João Manuel de Ataíde, arzobispo de Lisbona
- 1633-1634: Diogo de Castro, conde de Basto
- 1634-1640 : Margarita de Saboya (1589-1655), duquesa de Mantua